# Споменик бици код Лајпцига
Споменик на Битку код Лајпцига налази се у јужном предграђу немачког града Лајпцига, у Саксонији. Битка о којој је реч одигравала се од 16. октобра до 19. октобра 1813 и у њој је Наполеон био одлучно поражен.
Споменик је завршен за стоту годишњицу битке, 1913. године. Архитекта је био Бруно Шмиц. Споменик је висок 91 метар. Унутрашњост, између осталог, красе четири масивне фигуре, алегорије срчаности, побожности, народне снаге и пожртвованости. Купола је изнутра украшена рељефима 324 коњаника.